# 神津猛

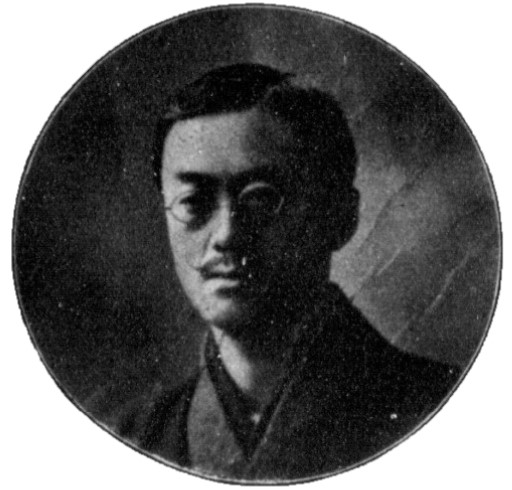
神津猛

神津 猛（こうづ たけし、1882年 - 1946年6月21日）は、日本の実業家、考古学研究者。

## 経歴
長野県北佐久郡志賀村（現佐久市）生まれ。生家は信州で指折りの豪農であった神津家の「赤壁家」である。明治32年（1899年）慶應義塾幼稚舎を卒業して帰郷。祖父の包重が始めた報徳会（のち農業会）を中興して、農村指導や地方自治にあたる。明治40年（1907年）から村政に関与し、大正6年（1917年）志賀村長に就任、その他、北佐久郡会議員、上田の中信銀行頭取、佐久鉄道の重役を務めた。昭和5年（1930年）信濃銀行破綻に際しては私財を投じて支払いに当たった。
島崎藤村、田山花袋、高浜虚子らと交流があり、藤村の『破戒』の自費出版費用を提供し、その後も支援を続けた。また考古学にも興味を持ち、明治37年（1904年）東京人類学会に入会し、同学会誌への報告や、長野県内の考古遺跡の調査を開始し、また昭和4年（1929年）には信濃考古学会を設立、自費で「信濃考古学会雑誌」を発刊した。同7年（1932年）廃刊。長野県立歴史館に「神津コレクション」が収蔵されている。

## 係累
- 神津邦太郎 - 神津牧場創業者。銀行家。（黒壁家）
- 神津専三郎 - 教育者。（黒壁家養子）
- 神津善行 - 作曲家。（黒壁家）
- 神津藤平 - 長野電鉄創業者。（赤壁家）
- 神津俶祐 - 地質学者、東北帝大教授。（赤壁家）
- 神津康雄 - 医学者。（赤壁家）